# Danito Parruque
Danito Parruque (ur. 5 czerwca 1983) – mozambicki piłkarz grający na pozycji pomocnika.

## Kariera klubowa
Karierę piłkarską Danito rozpoczął w klubie Ferroviário de Maputo i w jego barwach zadebiutował w 2002 roku w pierwszej lidze mozambickiej. W debiutanckim sezonie został z Ferroviário mistrzem Mozambiku. W 2004 roku zdobył pierwszy w karierze Puchar Mozambiku. W 2005 i 2008 roku ponownie zostawał mistrzem kraju, a w 2009 roku sięgnął po dublet - mistrzostwo i puchar. Następnie grał kolejno w: CD Estrela Vermelha, CD Chingale i Grupo Desportivo de Maputo. W 2017 wrócił do CD Estrela Vermelha.

## Kariera reprezentacyjna
W reprezentacji Mozambiku Danito zadebiutował w 2005 roku. W 2010 roku został powołany do kadry na Puchar Narodów Afryki 2010, na którym był podstawowym zawodnikiem i rozegrał 3 mecze: z Beninem (2:2), z Egiptem (0:2) i z Nigerią (0:3).